# Internazionali d'Italia 2003 - Qualificazioni singolare maschile
Le qualificazioni del singolare maschile dell'Internazionali d'Italia 2003 sono state un torneo di tennis preliminare per accedere alla fase finale della manifestazione. I vincitori dell'ultimo turno sono entrati di diritto nel tabellone principale. In caso di ritiro di uno o più giocatori aventi diritto a questi sono subentrati i lucky loser, ossia i giocatori che hanno perso nell'ultimo turno ma che avevano una classifica più alta rispetto agli altri partecipanti che avevano comunque perso nel turno finale.
Le qualificazioni del torneoInternazionali d'Italia  2003 prevedevano 32 partecipanti di cui 8 sono entrati nel tabellone principale.

## Teste di serie
1. Mark Philippoussis (Qualificato)
2. Alberto Martín (Qualificato)
3. Martin Verkerk (Qualificato)
4. Mario Ančić (primo turno)
5. Magnus Norman (Qualificato)
6. Albert Portas (Qualificato)
7. Adrian Voinea (primo turno)
8. Jürgen Melzer (primo turno)

1. Nicolás Massú (ultimo turno)
2. Thomas Enqvist (Qualificato)
3. Albert Montañés (ultimo turno)
4. Franco Squillari (ultimo turno)
5. Lars Burgsmüller (primo turno)
6. John van Lottum (ultimo turno)
7. Željko Krajan (Qualificato)
8. Irakli Labadze (ultimo turno)

## Qualificati
1. Mark Philippoussis
2. Alberto Martín
3. Martin Verkerk
4. Thomas Enqvist

1. Magnus Norman
2. Albert Portas
3. Victor Hănescu
4. Željko Krajan

## Tabellone

### Legenda
| - Q = Qualificato - WC = Wild card - LL = Lucky loser | - ALT = Alternate - SE = Special Exempt - PR = Protected Ranking | - w/o = Walkover - r = Ritirato - d = Squalificato |

### Sezione 1
|  | Primo turno | Primo turno         | Primo turno      | Primo turno | Primo turno |  |  | Ultimo turno | Ultimo turno       | Ultimo turno       | Ultimo turno | Ultimo turno |  |
|  |             |                     |                  |             |             |  |  |              |                    |                    |              |              |  |
|  | 1           | Mark Philippoussis  | 7                | 3           | 6           |  |  |              |                    |                    |              |              |  |
|  |             | Stefano Pescosolido | 68               | 6           | 4           |  |  | 1            | Mark Philippoussis | Mark Philippoussis | 6            | 6            |  |
|  |             | Kristof Vliegen     | Kristof Vliegen  | 6           | 7           |  |  |              | Kristof Vliegen    | Kristof Vliegen    | 3            | 2            |  |
|  | 13          | Lars Burgsmüller    | Lars Burgsmüller | 1           | 5           |  |  |              |                    |                    |              |              |  |

### Sezione 2
|  | Primo turno | Primo turno     | Primo turno     | Primo turno     | Primo turno |  |  | Ultimo turno | Ultimo turno    | Ultimo turno    | Ultimo turno | Ultimo turno |  |
|  |             |                 |                 |                 |             |  |  |              |                 |                 |              |              |  |
|  | 2           | Alberto Martín  | Alberto Martín  | 6               | 6           |  |  |              |                 |                 |              |              |  |
|  |             | Andreas Seppi   | Andreas Seppi   | 2               | 4           |  |  | 2            | Alberto Martín  | Alberto Martín  | 6            | 6            |  |
|  | 14          | John van Lottum | John van Lottum | John van Lottum | 5           |  |  | 14           | John van Lottum | John van Lottum | 3            | 0            |  |
|  |             | Julian Knowle   | Julian Knowle   | Julian Knowle   | 3r          |  |  |              |                 |                 |              |              |  |

### Sezione 3
|  | Primo turno | Primo turno    | Primo turno    | Primo turno | Primo turno |  |  | Ultimo turno | Ultimo turno   | Ultimo turno | Ultimo turno | Ultimo turno |  |
|  |             |                |                |             |             |  |  |              |                |              |              |              |  |
|  | 3           | Martin Verkerk | Martin Verkerk | 6           | 7           |  |  |              |                |              |              |              |  |
|  |             | Galo Blanco    | Galo Blanco    | 2           | 65          |  |  | 3            | Martin Verkerk | 6            | 3            | 7            |  |
|  | 9           | Nicolás Massú  | 6              | 65          | 6           |  |  | 9            | Nicolás Massú  | 3            | 6            | 65           |  |
|  |             | Michaël Llodra | 1              | 7           | 4           |  |  |              |                |              |              |              |  |

### Sezione 4
|  | Primo turno | Primo turno       | Primo turno     | Primo turno | Primo turno |  |  | Ultimo turno | Ultimo turno    | Ultimo turno    | Ultimo turno | Ultimo turno |  |
|  |             |                   |                 |             |             |  |  |              |                 |                 |              |              |  |
|  |             | Alexander Waske   | Alexander Waske | 7           | 7           |  |  |              |                 |                 |              |              |  |
|  | 4           | Mario Ančić       | Mario Ančić     | 63          | 64          |  |  |              | Alexander Waske | Alexander Waske | 5            | 3            |  |
|  | 10          | Thomas Enqvist    | 6               | 3           | 6           |  |  | 10           | Thomas Enqvist  | Thomas Enqvist  | 7            | 6            |  |
|  |             | Fernando Verdasco | 1               | 6           | 4           |  |  |              |                 |                 |              |              |  |

### Sezione 5
|  | Primo turno | Primo turno     | Primo turno    | Primo turno | Primo turno |  |  | Ultimo turno | Ultimo turno   | Ultimo turno   | Ultimo turno | Ultimo turno |  |
|  |             |                 |                |             |             |  |  |              |                |                |              |              |  |
|  | 5           | Magnus Norman   | 6              | 3           | 6           |  |  |              |                |                |              |              |  |
|  |             | Stefano Galvani | 1              | 6           | 1           |  |  | 5            | Magnus Norman  | Magnus Norman  | 6            | 7            |  |
|  | 16          | Irakli Labadze  | Irakli Labadze | 6           | 3           |  |  | 16           | Irakli Labadze | Irakli Labadze | 3            | 5            |  |
|  |             | Attila Sávolt   | Attila Sávolt  | 0           | 0r          |  |  |              |                |                |              |              |  |

### Sezione 6
|  | Primo turno | Primo turno     | Primo turno   | Primo turno | Primo turno |  |  | Ultimo turno | Ultimo turno    | Ultimo turno    | Ultimo turno | Ultimo turno |  |
|  |             |                 |               |             |             |  |  |              |                 |                 |              |              |  |
|  | 6           | Albert Portas   | Albert Portas | 6           | 6           |  |  |              |                 |                 |              |              |  |
|  |             | Igor' Kunicyn   | Igor' Kunicyn | 3           | 3           |  |  | 6            | Albert Portas   | Albert Portas   | 7            | 7            |  |
|  | 11          | Albert Montañés | 5             | 7           | 6           |  |  | 11           | Albert Montañés | Albert Montañés | 6(1)         | 5            |  |
|  |             | Potito Starace  | 7             | 5           | 4           |  |  |              |                 |                 |              |              |  |

### Sezione 7
|  | Primo turno | Primo turno      | Primo turno    | Primo turno | Primo turno |  |  | Ultimo turno | Ultimo turno     | Ultimo turno     | Ultimo turno | Ultimo turno |  |
|  |             |                  |                |             |             |  |  |              |                  |                  |              |              |  |
|  |             | Victor Hănescu   | Victor Hănescu | 6           | 6           |  |  |              |                  |                  |              |              |  |
|  | 7           | Adrian Voinea    | Adrian Voinea  | 3           | 1           |  |  |              | Victor Hănescu   | Victor Hănescu   | 6            | 6            |  |
|  | 12          | Franco Squillari | 65             | 7           | 6           |  |  | 12           | Franco Squillari | Franco Squillari | 3            | 4            |  |
|  |             | Scott Draper     | 7              | 5           | 1           |  |  |              |                  |                  |              |              |  |

### Sezione 8
|  | Primo turno | Primo turno   | Primo turno   | Primo turno | Primo turno |  |  | Ultimo turno | Ultimo turno  | Ultimo turno | Ultimo turno | Ultimo turno |  |
|  |             |               |               |             |             |  |  |              |               |              |              |              |  |
|  |             | Peter Luczak  | Peter Luczak  | 6           | 7           |  |  |              |               |              |              |              |  |
|  | 8           | Jürgen Melzer | Jürgen Melzer | 1           | 5           |  |  |              | Peter Luczak  | 6            | 3            | 4            |  |
|  | 15          | Željko Krajan | Željko Krajan | 6           | 6           |  |  | 15           | Željko Krajan | 3            | 6            | 6            |  |
|  |             | Hugo Armando  | Hugo Armando  | 2           | 4           |  |  |              |               |              |              |              |  |